# Иблис (пьеса)
«Иблис» (азерб. İblis / ابلیس — Дьявол), известная также как «Дьявол», «Сатана» или «Демон» — стихотворная пьеса (драма в стихах), трагедия в четырёх действиях азербайджанского поэта и драматурга Гусейна Джавида, написанная в 1918 году. В пьесе отражены идеологические и религиозные воззрения Джавида, сильно выражено мистическое влияние, а также отражены взгляды поэта на проблемы общечеловеческого счастья, навеянные последствиями Первой мировой войны.
Впервые трагедия было поставлена в 1920 году Аббас Мирзой Шарифзаде. В начале 20-х годов пьеса имела значительный успех. «Иблис» стал первой азербайджанской стихотворной драмой, поставленной на сцене. Отмечается, что драма примечательна не только сложным философским содержанием, но и романтическим стилем. «Иблис» является первым произведением Гусейна Джавида, поставленным на сцене.
Пьеса была впервые опубликована в 1924 году. В дальнейшем произведение издавалось в 1927, 1959, 1969, 1982, 2001 и 2005 гг. В Малой советской энциклопедии за 1931 год произведение названо поэмой. Она считается одной из лучших драм Гусейна Джавида.
«Иблис» послужил базовой основой композиции памятника Гусейну Джавиду в Баку, на котором сам Иблис, олицетворяющий зло, падает головой вниз на землю с мечом в руках.

## Действующие лица
- Иблис.
- Ангел.
- Старик Шейх — седовласый отшельник.
- Ариф — молодой человек, скромно одетый.
- Xавер — внучка Старика, жена Арифа.
- Васиф — турецкий офицер (младший брат Арифа).
- Младший офицер — товарищ Васифа.
- Рена — дивной красоты сестра милосердия (турчанка).
- Ибн Емин — араб, офицер сорока пяти лет.
- Раненый офицер русской армии — молодой человек.
- Негр — денщик Ибн Емина.
- Призрак деда Рены.
- Эльхан — офицер (дезертир и разбойник).
- Офицеры, воины, разбойники, танцовщицы (аравитянки), богатыри, призраки, музыканты и другие.

## Сюжет

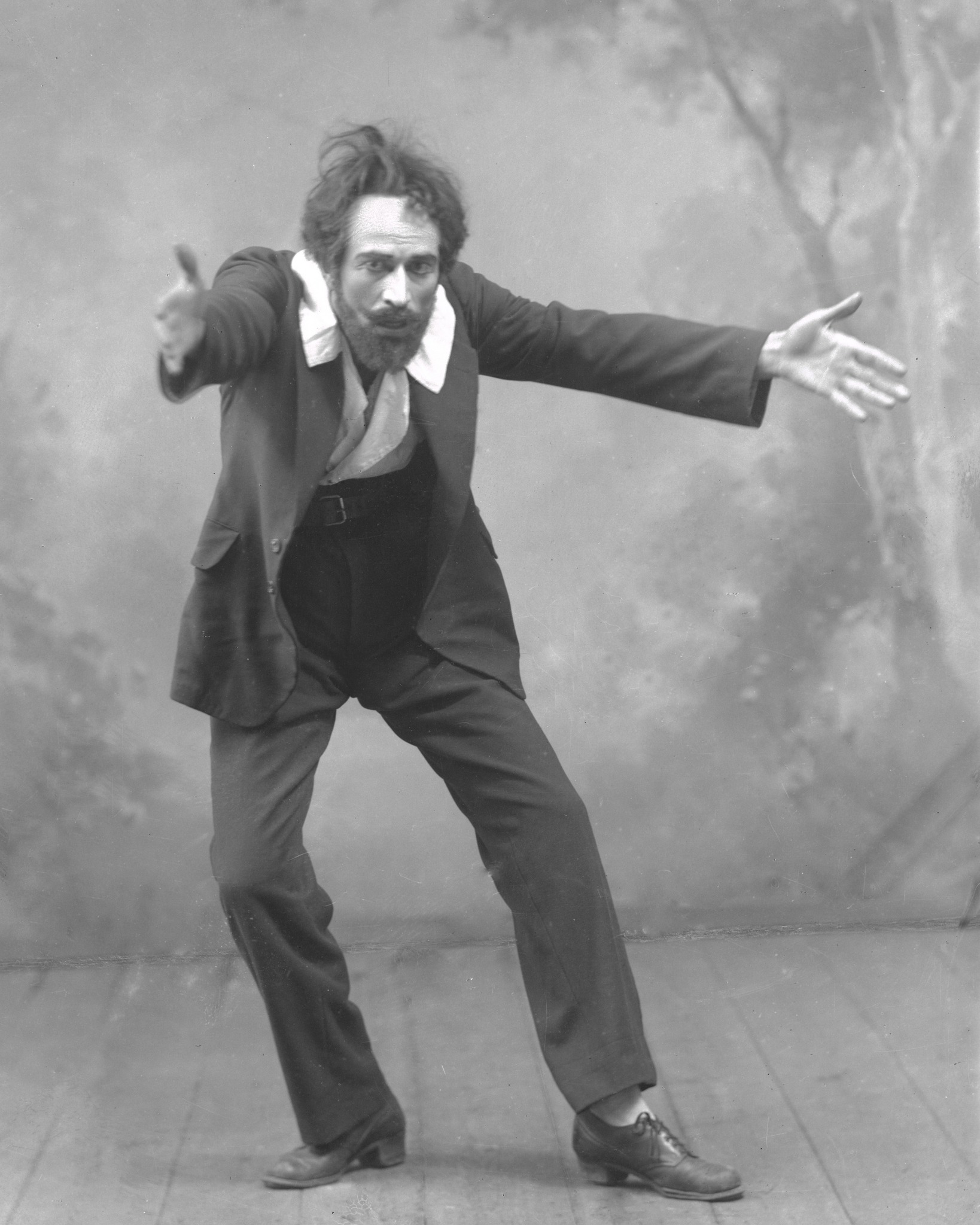
Кязим Зия в роли Арифа. Азербайджанский драматический театр. 1922 год. Реж. А. М. Шарифзаде

События в произведении происходят на Ближнем Востоке во время Первой мировой войны. Главный герой произведения Ариф является гуманным, романтичным молодым парнем. Обратившись к образу Иблиса, Гусейн Джавид изобразил людей продавших за материальные блага душу дьяволу. По мнению автора их дух не свободен, он в плену у сатаны. Именно нечистая сила господствует над душами людей, для которых материальные блага в жизни являются основным стимулом. В пьесе изображена несправедливая, жестокая, кровавая война, против которой выступает Джавид.
Ариф, главный герой пьесы, близко к сердцу принимает проблемы оккупационных войн, жестокости людей, преступлений и предательств. Бессильный ответить на такие мучительные вопросы, как «кто виноват в том, что мир охвачен войной?», «кто повинен в бедствиях людей?», «почему людьми владеют корыстные страсти?», Ариф, который во время войны потерял свой дом и брата, ищет спасения в отчуждении, в бегстве от дикости «цивилизованного» мира. Но ему это не помогает. Ариф не может избавиться от вопроса «почему Бог спокойно взирает на бедствия людей?». Он видит, что в мире властвует право того, кто сильней, но он не верит, что такие моральные принципы, как любовь, совесть и милосердие, не имеют никакой мощи.
Из логики событий в пьесе следует, что это вовсе не сатана виновен в несчастьях человека, а он сам. Гуманный и миролюбивый Ариф влюблён в Рену, девушку, решившую отдать сердце тому, кто отомстит убийце её отца. По ходу пьесы он сам становится преступником: душит свою жену Хавер и убивает своего брата Васифа, тем самым подтверждая мысль о том, что Иблис, то есть зло, гнездится в самом человеке. Идея произведения состоит в том, что если в мире много измен, преступлений и предательств, то вина лежит на порочной человеческой натуре и его дьявольской природе. Пьеса заканчивается словами:
Что такое Иблис? Причина всех преступлений и измен…
А что же такое человек, предающий всех? Иблис!…Оригинальный текст (азерб.)
İblis nədir? Cümlə xəyanətlərə bais…

Ya hər kəsə xain olan insan nədir? İblis!…
Так, обращением к мрачной философии, говорящей о неистребимой дьявольской природе человека, заканчивается романтический бунт против несправедливостей окружающей жизни.

## История постановок

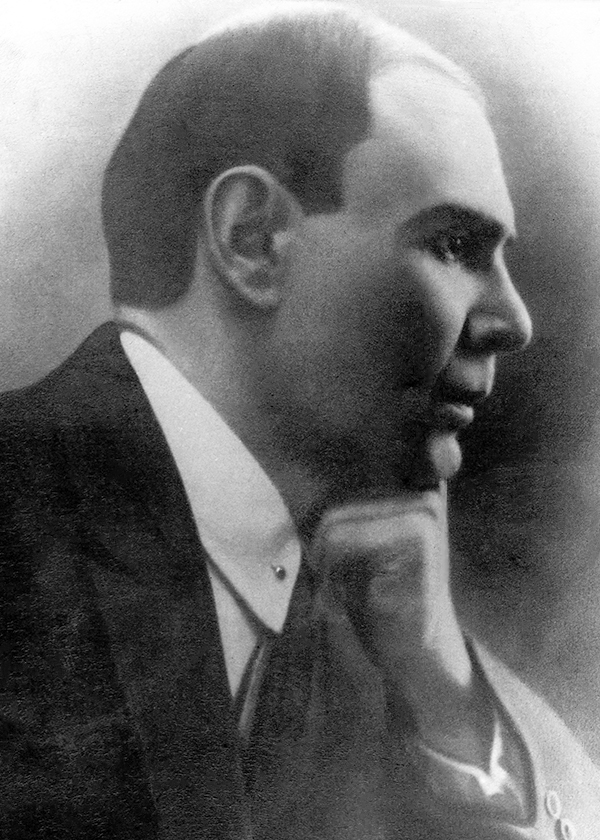
Аббас Мирза Шарифзаде, первый исполнивший роль Иблиса

Впервые пьеса была поставлена на сцене Государственного театра Азербайджана 21 декабря 1920 года Аббас Мирзой Шарифзаде. «Иблис» стал первой азербайджанской стихотворной драмой, поставленной на сцене. Первая постановка «Иблис» считается крупным событием в театральной жизни Азербайджана. Театр использовал все доступные ему тогда средства для создания красочного романтического спектакля. При незначительных технических возможностях театр добился реалистичных сцен войны, пожара, эффектных исчезновений и появлений персонажей. Также была примечательно поставлена сцена пира в последнем акте.
Роль Иблиса играл сам Шарифзаде. Критики отмечали, что образ, созданный Шарифзаде, нисколько не напоминал «европейского» Мефистофеля. В то же время актёр был далёк и от воспроизведения облика дьявола, характерного для восточного фольклора (часто представляющего его слепым на один глаз). Считается, что Иблис, созданный Шарифзаде был строг, величествен, грозен, олицетворял собой зло и месть, сеял вокруг страх и смятение, был патетичен и ироничен. Когда же, по ходу пьесы, Иблис принимал человеческий облик, актёр играл старца, умудрённого опытом, склонного к философским раздумьям, кажущегося гуманным, вызывающего симпатию у окружающих его людей. Отмечается также, что «романтический пыл, с которым раскрывалась на театре весьма сложная философская проблематика драмы», вызывала «горячие симпатии зрителей». В декабре 1920 года прошла премьера драмы в Ташкенте в постановке Узбекской государственной труппы на азербайджанском языке.
Вторично трагедия была поставлена на сцене Азербайджанского драматического театра через год, в 1921 году, в той же постановке. Затем она ставилась режиссёрами Александром Ивановым (в 1922 году) и Александром Тугановым (в 1926 году) на сцене того же Государственного тюркского (азербайджанского) театра имени Дадаша Буниятзаде. Театровед Ильхам Рагимли отмечал, что у этих постановок были и положительные, и отрицательные моменты. В то же время пьеса готовилась к постановкам в Тифлисе, Батуми, Нахичевани и других городах.

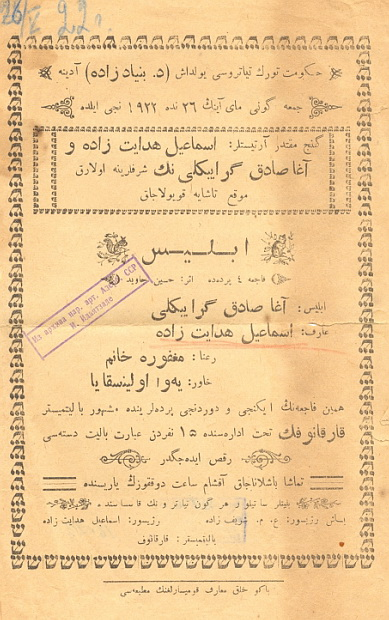
Афиша спектакля, ставившегося 26 мая 1922 в честь Исмаила Идаятзаде и Агасадыха Герайбейли. Государственный театр

Уже в первые годы существования советской власти пьеса была переведена на узбекский язык. В 1923 году пьеса уже была поставлена на узбекском языке. Ташкентская газета «Коммунист» от 24 ноября 1923 года писала:
«Иблис» — это произведение не есть какое-либо случайное явление на сцене, в нём одно из первых проявлений революции в умах и, в этом смысле, большой шаг в литературе. Это новое произведение, которое, опрокинув прогнившие здания, воздвигает на их месте крепкую и здоровую философию жизни.
Указывается, что в 1921 — 1924 годах пьеса ставилась в Узбекистане усилиями известного деятеля культуры Узбекистана — Хамзы. Отмечается также влияние этого произведения на развитие театрального искусства в Узбекистане и других республиках Средней Азии. В 1924 году пьеса также ставилась в Ташкенте.
Последняя постановка драмы при жизни автора состоялась в 1925 году.
В 1983 году, готовясь к 100-летию Гусейна Джавида, Азербайджанский драматический театр включил в репертуар его трагедию «Иблис». Постановка спектакля была поручена Мехти Мамедову. У Мехти Мамедова «Иблис» обладал, как отмечается, философско-психологической глубиной. Постановка была осуществлена «в стиле синтеза монументализма и модернизма». Сложные на тот момент международно—политические отношения повлияли на выбор режиссёром тематики трагедии, отчего считают, что спектакль получился «оригинальным, свежим и композиционно грандиозным, величавым». Также отмечается, что поэтика Джавида послужила средством для передачи извечной борьбы между добром и злом, человечностью и дьявольским началом. Дьявольское начало было выражено через современную угрозу атомной и водородной войны. Паническое состояние человечества перед страшной угрозой, как отмечается, создавала и «внушающая ужас» музыка Айдына Азимова, основанная на тремоло струнных и остинатном ритме литавр, диссонансах деревянно-духовых и медных инструментов оркестра.

## Анализ произведения

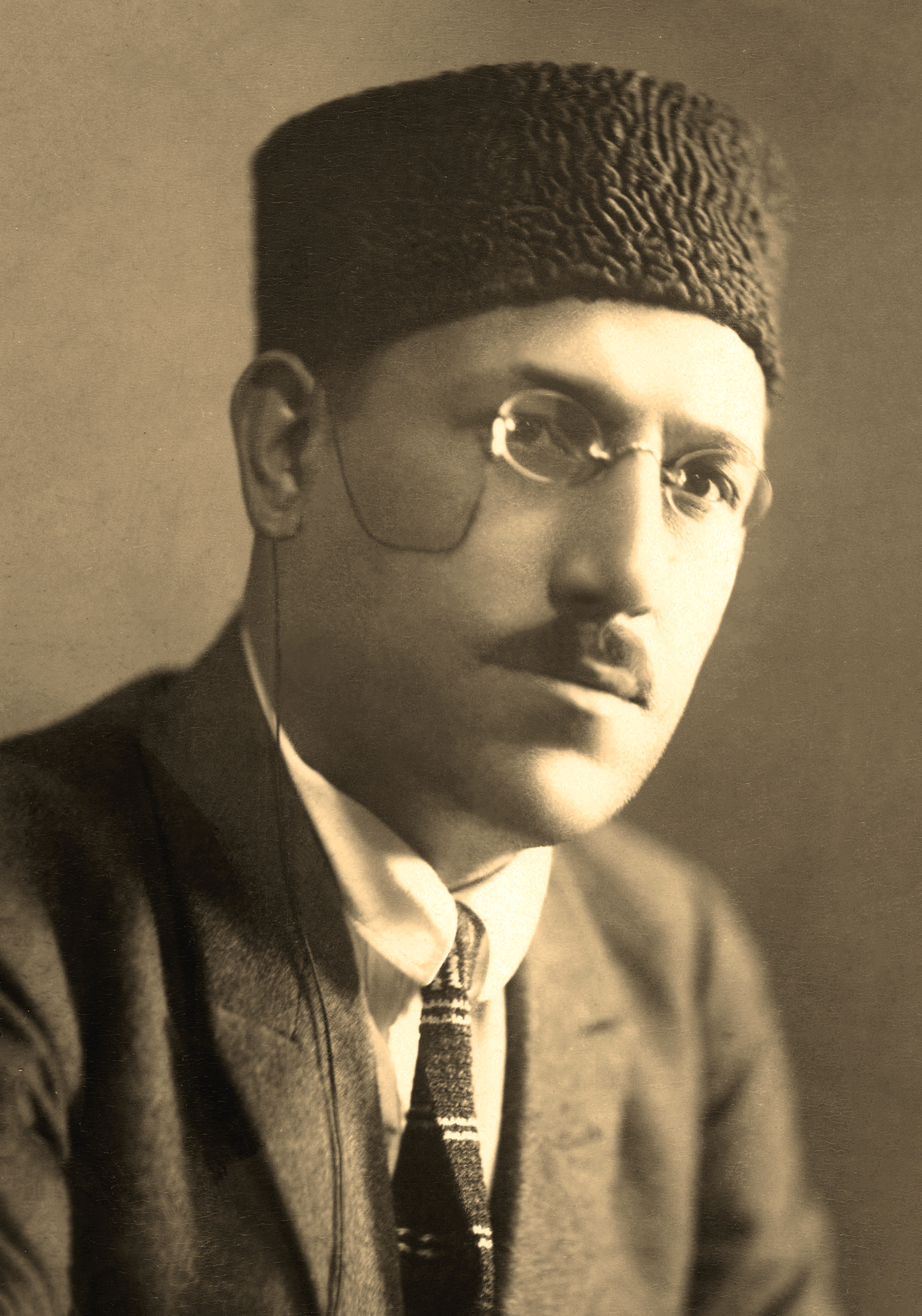
Гусейн Джавид, автор пьесы

Иблис я! Имя моё, всегда родящее страх,

Известно на всей земле, во всех её уголках.

Дворец, и крепость, и храм меня под сводом таят.

В Каабе и в будхане — везде присутствую я!

Все внемлют моим словам, и все ненавидят мрак,

И каждый из них мой раб, и каждый из них мой враг,

О вы, богач и бедняк, бранящие силу зла!

Моё дыхание вмиг обоих спалит дотла,

А впрочем, и без меня не станет вам веселей:

Достаточно на земле безжалостных королей!

Эмиры, шахи, цари и беки любой страны,

Невежественны, горды, женолюбивы, жадны,

Политики без конца тенета для вас плетут,

Служители разных вер вас в секты свои влекут,

— Они вас губят, глумясь, и вам не спастись от мук,

Чтоб род людской истребить, теперь достаточно рук!

А я уйду, ибо мне постыло дело моё…

Рождён из небытия — вернусь я в небытие.

Кто этот жестокий дух, затмивший солнечный свет? -

Иблис, порожденный тьмой, дьявол, источник бед!

Кто же тот человек, в ком ложь и злоба сплелись? —

Он дух вездесущий тьмы и ненависти — Иблис!

İblis!.. O böyük ad nə qədər calibi-heyrət!

Hər ölkədə, hər dildə anılmaqda o şöhrət.

Hər qülbədə, kaşanədə, viranədə İblis!

Hər Kəbədə, bütxanədə, meyxanədə İblis!

Hər kəs bəni dinlər, fəqət eylər yenə nifrət,

Hər kəs bana aciz qul ikən, bəslər ədavət.

Lakin bəni təhqir edən, ey əbləhü miskin!

Olduqca müsəllət sana, bil, nəfsi-ləimin,

Pəncəmdə dəmadəm əzilib qıvrılacaqsın,

Daim ayaq altında sönüb məhv olacaqsın.

Bənsiz də, əmin ol, sizə rəhbərlik edən var:

Qan püskürən, atəş savuran kinli krallar,

Şahlar, ulu xaqanlar, o çılğın dərəbəklər,

Altın və qadın düşgünü divanə bəbəklər.

Bin hiylə quran tilki siyasilər, o hər an

Məzhəb çıqaran, yol ayıran xadimi-ədyan;

Onlarda bütün fitnəvü şər, zülmü xəyanət,

Onlar duruyorkən bəni təhqirə nə hacət?!

Onlar, əvət onlar sizi çignətməyə kafi,

Kafi, sizi qəhr etməyə, məhv etməyə kafi…

Bən tərk edərim sizləri əlan nəmə lazim!

Hiçdən gələrək, hiçliyə olmaqdayım azim.

İblis nədir?

— Cümlə xəyanətlərə bais…

Ya hər kəsə xain olan insan nədir?
В драме, как указывается советскими критиками, Гусейн Джавид «выступает против опустошительных войн и их вдохновителей, разоблачает гнилую философию непротивления злу», а также «наивную надежду людей на победу доброго начала в капиталистическом мире». Драму считают написанной под ощутимым влиянием «Фауста» Гёте, а литературовед Али Назим называет её даже подражанием «Фаусту». После опубликования драмы Джавида сравнивали с Пушкиным. На следствии 1937 года этой популярности приписывался тенденциозный характер; в деле Б. В. Чобан-заде, например, приводится высказывание Али Назима о Гусейне Джавиде как о «единственном на Советском Востоке неказённом таланте».
Литературовед Мамед Ариф указывает, что в драме сильно прозвучала критика, направленная против антигуманистической природы империализма. Поэт и публицист Микаил Рзакулизаде отмечает, что в образе Иблиса, «злого духа», разоблачителя человеческих предательств и преступлений воплощены гуманистические идеи автора. Гусейн Джавид в своём произведении опровергает общеизвестное поверье о том, что «источником всех людских бед является дьявол». Нет, говорит поэт, все несчастья исходят от человеческого корыстолюбия, от «безжалостных королей», «эмиров, шахов, царей и беков любой страны», «от служителей разных вер». Приведённый в этом разделе монолог Иблиса выражает эту мысль, как отмечает Рзакулизаде, наиболее ярко.
Рзакулизаде также отмечает, что в пьесе проявили себя и некоторые пантюркистские симпатии автора. Али Назим указывал, что в «Иблисе», написанном в период расцвета кемалистского движения, формируется переход Джавида к своеобразному сочетанию рационализма и субъективизма, социального идеализма и мистицизма.
Главных героев драмы, Арифа, Васифа и Иблиса, литературовед Али Назим считал различными вариациями единого стержневого образа творчества Джавида. Указывалось также, что этим образом является «тюркский буржуазный интеллигент военного и революционного периода, дуалист по духу», воплощающий в себе всю социально-психологическую и идейно-политическую сущность джавидовской группы интеллигенции. Назим пишет, что Джавид в пьесе «выступает в маске демона с одной стороны, и в форме Арифа, — с другой».
Гамид Араслы отмечал, что в языке, в изобразительных приёмах и средствах этой трагедии весьма ощутимо влияние турецкого поэта Тевфика Фикрета, и, что пьеса «Иблис», наряду с пьесой «Шейх Санан», открыла новый этап в истории азербайджанской драматургии.
Как отмечает филолог Масуд Алиоглу, стоящий в центре трагедии и участвующий во всех событиях Иблис является символическим образом, который пытается доказать, что источником всех уродливых и чистых страстей является собственный характер человека. Другой ведущий персонаж в трагедии — Ариф, по словам Алиоглу, также является символом, символом разума и совести. Второстепенные герои произведения также олицетворяют символические образы. К примеру, Рена олицетворяет единство красоты и гордости, шейх Ихтияр — безгрешность и терпение, Ибн Емин — предательство, Хавер — смирение и невинность, Эльхан — героизм и правдивость.
Сравнивая эту трагедию с произведением Амина Рейхани «Письмо дьявола», филолог Афсана Мамедова считает не случайным, что при описании происходящие в обоих произведениях событий авторы прибегли к символизму. С его помощью писатели передают свои, на первый взгляд создающие утопичное впечатление, реалистичные идеи гуманизма, истины, справедливости и свободы в контексте трилогии мир—человек—общество.
По мнению филолога Эллады Герайзаде, в этом произведении необычно представлено противостояние сил добра и зла, которое проявляется, в первую очередь, в образах Иблиса и Арифа. Ариф сохранивший свою душевную чистоту, озабоченный не своими личными, а общечеловеческими проблемами, сокрушающийся из-за бед принесённых войной словно бросает вызов Иблису и этим вызывает на себя его гнев. Его позиция противоречит, как считает Герайзаде, планам Иблиса по разрушению общечеловеческих моральных устоев, тем самым делая его основной мишенью сил зла, поставивших цель сломить его превратив в своего раба..
Рассматривая проблемы эстетического идеала в современном художественном процессе, философ Рахиля Джафарова отмечает, что Гусейн Джавид своей драмой «Иблис» привнёс новые идеи в эстетическую мысль. В созданном им вымышленном мире автор, разоблачает саму идею войны, с одной стороны, с другой же стороны  — посредством своих образов показывает трагедию поколения, основывающегося на идеи всеобщей умозрительной любви, на отжившие себя религиозные ценности, а также демонстрирует то жалкое, порой комичное положение в которое попадают герои, оказавшись в новых условиях.

## Экранизация
В 2007 году на экраны вышел фильм режиссёра Рамиза Гасаноглу «Жизнь Джавида» по сценарию народного писателя Азербайджана Анара. В фильме показана трагическая судьба Гусейна Джавида (играет Расим Балаев) на фоне его произведений, таких как «Шейх Санан», «Сиявуш», «Хромой Тимур». Образ же Иблиса (играет Мамед Сафа), отрицательного героя, стал сквозным персонажем фильма. По задумке режиссёра образ Иблиса в качестве символа вселенского зла должен был сыграть один актёр. Однако, следуя мысли автора о многоформенности зла, Иблис представлен то в образе мистического дьявола, то бандита, то следователя НКВД, то священника. Иблис, который сеет смерть вокруг себя, остаётся в фильме бессмертным…
В фильме показано, как в жизнь Джавида врывается зло, стремясь подчинить его своей воле и сделать послушным инструментом. Однако из фильма следует, что ни арест, ни разлука с близкими, ни даже сама смерть не сломали Джавида. Изначально планировалось снять фильм по мотивам пьесы «Иблис» Джавида. Во время подготовки к написанию сценария, Анаром были прочитаны все пьесы Джавида, после чего автор сценария пришёл к заключению, что воплотить пьесу «Иблис» в кинематографе невозможно. Условно-символическую форму пьесы, как отмечает сценарист, «скорее можно осуществить в жанре балета или даже рок-оперы, только не кинокартины». В связи с этим им было решено взять за основу фильма идею вечного зла, на фоне которой была показана судьба самого Джавида. Помимо этого в фильме в образах таких личностей как Сталин, Муссолини, Багиров, как отмечает Анар, «воплощена универсальность этой идеи».